# Masacre de la familia LeBaron
La masacre de la familia LeBaron ocurrió el 4 de noviembre de 2019 cuando presuntos miembros del crimen organizado atacaron y dieron muerte a un grupo de mujeres y menores de edad pertenecientes a la familia méxico-estadounidense de credo mormón (iglesia reformada) LeBaron, en una intrincada zona de la Sierra Madre Occidental en las inmediaciones de la comunidad de La Mora, municipio de Bavispe, en el extremo noreste del estado de Sonora y muy cercano a sus límites con el de Chihuahua.

## Antecedentes
La presencia de miembros de la familia LeBaron en los estados de Chihuahua y Sonora, se remonta al año de 1924, cuando el patriarca de la familia Alma Dayer LeBaron, Sr., miembro de una rama fundamentalista de La Iglesia de Jesucristo de los Santos de los Últimos Días, que se había separado de dicha organización al negarse a abandonar la poligamia, emigra a México junto con numerosos miembros de su familia. De forma posterior, los hijos de Alma LeBaron Sr, Joel LeBaron y Ervil LeBaron fundaron en 1955 la Iglesia del Primogénito de la Plenitud de los Tiempos, cuya principal sede se estableció en la desde entonces denominada Colonia Le Barón, en el municipio de Galeana del estado de Chihuahua. De forma posterior, la organización religiosa se escindió entre los dos hermanos y Ervil LeBaron ordenó el asesinato de su hermano Joel, por lo que fue convicto tanto en México como en Estados Unidos.
En 2009 y en el contexto de la guerra contra el narcotráfico en México, los miembros de la familia LeBaron se hicieron nacional e internacionalmente conocidos debido al secuestro de uno de sus miembros. El 2 de mayo de 2009 fue secuestrado Erick LeBaron, de 17 años, y por su liberación se exigió la cantidad de un millón de dólares. Ante el hecho, la comunidad completa liderada por Benjamín LeBaron, anunció públicamente su decisión de no pagar el rescate exigido y por el contrario buscar la liberación del joven por otras vías; siendo finalmente liberado por sus captores el 10 de mayo sin haberse realizado pago alguno. Sin embargo, el 7 de julio, Benjamín LeBaron y su cuñado Luis Widmar, fueron «levantados» y posteriormente ejecutados por miembros del crimen organizado.
Tras estos hechos, algunos integrantes de la familia se convirtieron en personas públicas, como Julián LeBaron, quien se convirtió en activista por la paz, vinculado inicialmente a Javier Sicilia; o Alex Le Baron González, quien fue elegido diputado al Congreso de Chihuahua y diputado federal de 2015 a 2018. Así mismo, participaron en otros conflictos, en particular el enfrentamiento con agricultores chihuahuenses agrupados en la organización «El Barzón» y liderados por Eraclio Rodríguez Gómez, por la perforación de pozos para riego de sus tierras agrícolas en el noroeste del estado de Chihuahua. Algunos periodistas destacan la continua ola de violencia y los enfrentamientos entre células del crimen organizado en los municipios aledaños meses antes del ataque, como un antecedente a la masacre.

## Ataque
De acuerdo a la cronología detallada por Alfonso Durazo Montaño, secretario de Seguridad y Protección Ciudadana, y por Joel LeBaron, el 4 de noviembre por la mañana salieron de la población de La Mora, municipio de Bavispe, Sonora, diecisiete miembros de la familia LeBaron: tres mujeres adultas y catorce menores de edad, hijos de ellas; todos en una caravana de tres vehículos tipo SUV. Dos de los grupos se dirigían al municipio de Galeana y el tercero, conducido por Rhonita Maria Miller, se dirigía a Phoenix, Arizona, a cuyo aeropuerto arribaría su esposo. 
Fueron interceptados alrededor de las 13:00 horas tiempo de la Montaña (20:00 GMT) en un camino de terracería que une las comunidades de San Miguelito en Sonora y Pancho Villa en Chihuahua, por un grupo armado, presuntamente del crimen organizado, que abrió fuego contra los tres vehículos, causando la explosión e incendio de uno de ellos y la muerte de 9 de las personas que se trasladaban, las tres mujeres adultas y seis niños, así como lesiones de diversos grados al menos a otros seis menores, así como una menor inicialmente desaparecida.

### Víctimas mortales
Las nueve víctimas mortales del ataque fueron:
1. Rhonita Maria Miller (30 años)
2. Howard Jacob Miller, Jr. (12 años)
3. Krystal Bellaine Miller (10 años)
4. Titus Alvin Miller (8 meses)
5. Tiana Gricel Miller (8 meses)
6. Christina Marie Langford Johnson (29 años)
7. Dawna Ray Langford (43 años)
8. Trevor Harvey Langford (11 años)
9. Rogan Jay Langford (2 años)

## Reacciones

### México
La mañana siguiente en su conferencia de prensa diaria, el presidente Andrés Manuel López Obrador lamentó lo ocurrido, ofreció sus condolencias a los familiares y se comprometió a que habría justicia por dichos hechos. Asimismo y tras hablar telefónicamente con su homólogo estadounidense Donald Trump, se informó que le agradeció su apoyo, pero rechazó cualquier posibilidad de ayuda directa. La gobernadora de Sonora, Claudia Pavlovich Arellano, y el gobernador de Chihuahua, Javier Corral Jurado, condenaron los ataques a través de sus cuentas de Twitter (X).

### Estados Unidos
El presidente Donald Trump condenó la matanza a través de su cuenta de X, pidió que México le declare la guerra a los cárteles de la droga, y ofreció que «si México necesita o solicita ayuda para limpiar estos monstruos, Estados Unidos está listo, dispuesto y capaz de involucrarse y hacer el trabajo de manera rápida y efectiva».

## Investigación
El 27 de marzo un juez federal obtuvo vinculación a proceso y una orden de aprehensión en contra de Leonardo Luján Saucedo, alias Chamona, “por su probable responsabilidad en el delito de delincuencia organizada con la finalidad de cometer delitos contra la salud”, siendo uno de los principales autores intelectual por el ajusticiamiento hacia los miembros de esta familia.